# Cimbrophlebia
Cimbrophlebia é um gênero extinto Mecoptera que existiu durante o período Eoceno.

## Espécies
O gênero Cimbrophlebia contém as seguintes espécies:
- Cimbrophlebia bittaciformis
- Cimbrophlebia brooksi
- Cimbrophlebia flabelliformis
- Cimbrophlebia leahyi
- Cimbrophlebia westae